# ميكيل بيكمان
ميكيل بيكمان (بالدنماركية: Mikkel Beck)‏ (12 مايو 1973 آرهوس الدنمارك - ) هو لاعب كرة قدم دانمركي، يلعب كمهاجم.

## روابط خارجية
- ميكيل بيكمان على موقع الاتحاد الدولي (مؤرشف)  (الإنجليزية)
- ميكيل بيكمان على موقع الاتحاد الأوربي (الإنجليزية)
- ميكيل بيكمان على موقع قاعدة بيانات كرة القدم.إي يو (الإنجليزية)
- ميكيل بيكمان على موقع ناشيونال فوتبول تيمز (الإنجليزية)
- ميكيل بيكمان على موقع Soccerbase.com (لاعب) (الإنجليزية)
- ميكيل بيكمان على موقع Soccerway.com (الإنجليزية)
- ميكيل بيكمان على موقع عالم كرة القدم.نت (الإنجليزية)